# کشرودخانه (حاجی‌آباد)
کشرودخانه، روستایی از توابع بخش فارغان شهرستان حاجی‌آباد در استان هرمزگان ایران است.

## جمعیت
این روستا در دهستان فارغان قرار دارد و براساس سرشماری مرکز آمار ایران در سال ۱۳۹۵، جمعیت آن ۱۳۴ نفر (۵۱ خانوار) بوده‌است.